# Gunungtua
Gunungtua is een bestuurslaag in het regentschap Subang van de provincie West-Java, Indonesië. Gunungtua telt 6559 inwoners (volkstelling 2010).